# Asuncion (Davao del Norte)
Asuncion è una municipalità di seconda classe delle Filippine, situata nella Provincia di Davao del Norte, nella Regione del Davao.
Asuncion è formata da 20 baranggay:
- Binancian
- Buan
- Buclad
- Cabaywa
- Camansa
- Cambanogoy (Pob.)
- Camoning
- Canatan
- Concepcion
- Doña Andrea
- Magatos
- Napungas
- New Bantayan
- New Loon
- New Santiago
- Pamacaun
- Sagayen
- San Vicente
- Santa Filomena
- Sonlon